# Somerset (New York)
Pour les articles homonymes, voir Somerset (homonymie).
Somerset est une ville du comté de Niagara, dans l'État de New York, aux États-Unis,. En 2010, elle comptait une population de 2 662 habitants.

## Démographie
Lors du recensement de 2010, la ville comptait une population de 2 662 habitants. Elle est estimée, en 2016, à 2 579 habitants.